# Psaní do Frankfurtu

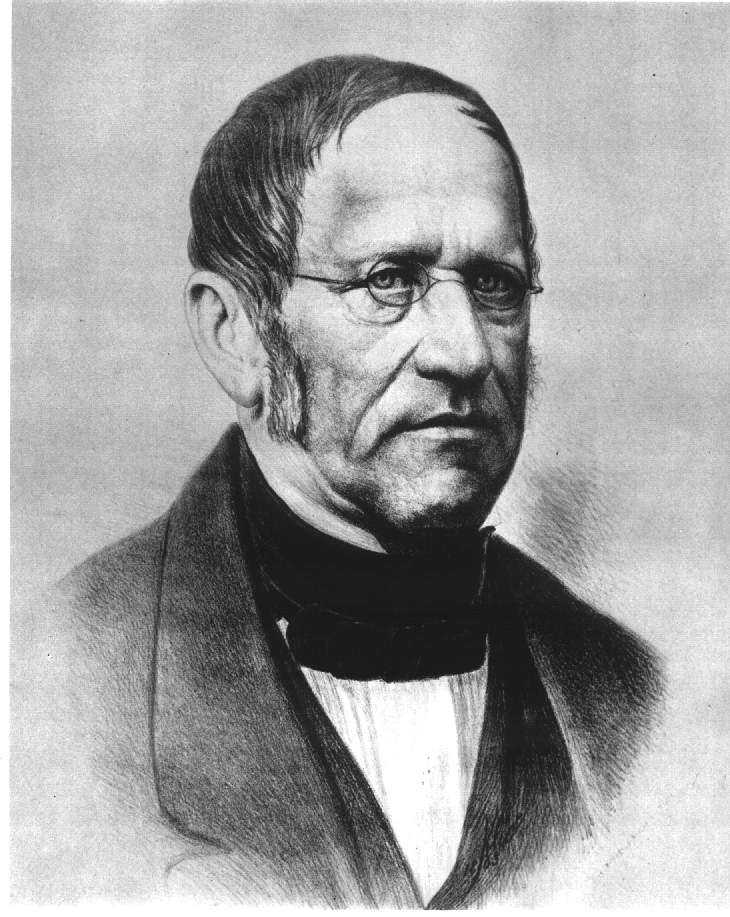
František Palacký

Psaní do Frankfurtu je pojem, pod nímž vstoupil do dějin otevřený dopis Františka Palackého adresovaný přípravnému výboru frankfurtského sněmu a datovaný 11. dubnem 1848. Dopis nesl oficiální titul O poměru Čech a Rakouska k říši německé a Psaní do Frankfurtu byl podtitul. Palacký v něm odmítal pozvání stát se členem přípravného výboru velkoněmeckého parlamentu, ale byl spíše manifestem, v němž Palacký mluví za český politický národ. Palacký odmítá zapojení českého národa do ústavně přebudovaného a sjednoceného Německa. Místo toho dává přednost zapojení do ústavně přebudovaného a federalizovaného Rakouska, které má být hrází malých slovanských národů před rozpínavostí mocných sousedů na západě i na východě (Němců a Rusů). Psaní do Frankfurtu je základní programový dokument českého austroslavismu, na nějž navázal Palackého spis Idea státu rakouského.
Psaní do Frankfurtu bylo zveřejněno v Národních novinách (vydávaných od 5. dubna 1848 Karlem Havlíčkem Borovským), a to ve dvou dílech, 15. a 18. dubna 1848. následně vyvolalo velmi nepříznivou reakci českých Němců. Po celý duben a květen 1848 pak probíhal tzv. "boj o Frankfurt". Na 20. května 1848 byly po celých Čechách vypsány volby do frankfurtského parlamentu. Němci usilovně agitovali za účast na těchto volbách. Avšak podařilo se jim je uspořádat jen ve 20 volebních okrscích ze 68, tedy v těch převážně jazykově německých, Češi volby bojkotovali. To odhalilo, že se české země politicky a nacionálně štěpí po jazykové linii (což značilo mj. úspěch procesu národního obrození) a rozpoutalo česko-německý spor, který nevyhasl až do vysídlení Němců ve 20. století.